# Музыкальный словарь Римана
Музыкальный словарь Римана (Riemann Musiklexikon, принятое сокращение: RML) — музыкальный энциклопедический словарь, на немецком языке. Составленный Гуго Риманом в 1882 году, словарь впоследствии многократно переиздавался и приобрёл статус авторитетного справочника по истории и теории музыки.

## Издания
До 1916 года словарь выдержал 8 изданий под редакцией Г. Римана. 9-е, 10-е и 11-е издания (в двух томах) выходили под редакцией Альфреда Эйнштейна. После Второй мировой войны словарь был основательно переработан и актуализирован ведущими немецкими учёными. 12-е издание «Музыкального словаря Римана», вышедшее в 1959—1975 годах под редакцией В. Гурлитта и (после его смерти) Г. Г. Эггебрехта и К. Дальхауза, содержит пять томов:
ПЕРСОНАЛИЯ (Personenteil)

- A-K. Mainz, 1959, 986 S.
- L-Z. Mainz, 1961, 982 S.
- Ergänzungsband A-K (1-й дополн. том). Mainz, 1972, 698 S.
- Ergänzungsband L-Z (2-й дополн. том). Mainz, 1975, 964 S.

ПРЕДМЕТНАЯ ЧАСТЬ (Sachteil). Mainz, 1967, 1087 S.
Редкая для западных музыкальных словарей особенность 12-го издания RML — наличие ударений в персоналиях (обозначается жирной точкой под гласной ударного слога).
Позднейшие редакции «Музыкального словаря Римана» (в связи с расширением издательской базы) печатались под названием «Музыкальный словарь Брокгауза-Римана». Первое его издание (под редакцией К. Дальхауза и Г. Г. Эггебрехта) в трёх томах (2 основных и один добавочный) было выпущено в 1978—1989 гг. Второе, переработанное и расширенное издание «Музыкального словаря Брокгауза-Римана» вышло в 1995 г., в четырёх томах и с одним добавочным томом. Третье издание словаря (2001) воспроизводит второе за исключением добавочного тома, который опубликован под редакцией К. Эля. Последнее издание легло в основу электронной версии словаря Римана, вошедшее в проект (оболочку) Digitale Bibliothek.
В 2012 году в издательстве «Schott» в Майнце вышло 13-е (обновлённое) издание Музыкального словаря Римана в 5 томах, под редакцией Вольфганга Руфа (Wolfgang Ruf):
1. A - Domh.	511 S.
2. Domi - Kann.	512 S.
3. Kano - Nirv.	512 S.
4. Niss - Schw. 510 S.
5. Scia - Zyli.	494 S.

### Русский перевод
Русский перевод словаря Римана Ю. Д. Энгеля был сделан с 5-го немецкого издания (Лейпциг, 1900) и опубликован в Москве и Лейпциге в 1904 году, при этом русские лексикографы, этнографы, историки, музыковеды — сам Энгель, П. П. Веймарн, А. В. Преображенский, Н. Ф. Финдейзен, Б. П. Юргенсон и др. — расширили словник Римана статьями об отечественных музыкантах (например, о композиторе В. С. Калинникове, исследователе церковной русской музыки Д. В. Аллеманове, фольклористе Е. Э. Линёвой) и музыкальными терминами (например, Лад, Мелодекламация, Осмогласие, Стихира, в «Дополнении» — Еврейская музыка), которых не было в немецком оригинале. Некоторые статьи после русской редакции значительно выросли в объёме (например, статьи о Ю. Н. Мельгунове и В. И. Ребикове по количеству знаков примерно в 2 раза больше, чем в немецком оригинале). И наконец, ряд оригинальных (римановских) статей был вовсе исключён из русского словника:

Особого внимания потребовал, конечно, русский отдел, не совсем удовлетворительный у Римана. Всякий, кто хоть немного знаком с историей русской музыки, мог убедиться, как мало разработана у нас эта область, как скудны и отрывочны наши сведения о русских музыкальных деятелях и учреждениях. <…> Таким образом, русский отдел пришлось составить совершенно заново, причём в отношении размера каждой статьи приложено было старание сохранить в общем ту же перспективу, что и у Римана.— От редакции русского издания
Русского перевода более поздних редакций «Музыкального словаря Римана» не существует.
В 2004 г. Словарным издательством ЭТС была выпущена электронная версия 5-го издания словаря, в современной русской орфографии. Электронный словарь содержит 7727 статей, 1536 страниц, 770 иллюстраций; кроме поиска по заголовкам статей возможен поиск ок. 400000 русских и иностранных слов и выражений.